# Víctor Palmero Guerola
Víctor Palmero Guerola (Onda, 26 de desembre de 1989) és un actor valencià de televisió, teatre i cinema. Ha treballat en la sèrie de Canal 9, Senyor retor, donant vida a Nelo. Des de 2015 forma part del repartiment de la sèrie de Telecinco, La que se avecina.

## Filmografia
| Sèrie de televisió - Unió Musical Da Capo (Canal Nou, 2009-2010) - Crematorio (Canal Plus, 2010) - Senyor retor (Canal Nou, 2010) - Fatum (Canal Nou, 2011) - Física o Química (Antena 3, 2011) - Con el culo al aire (Antena 3, 2012-2014) - Bajo sospecha (Antena 3, 2014) - La que se avecina (Telecinco, 2014) Telefilms - Sprint Especial (Canal Nou, 2004) - Electroshock (TV3, 2006) Llargmetratges - Aquitania (2003) - Dioses y Perros (2013) | Curtmetratges - Post It (2009) - El Síndrome de Hanso (2009) - El Talento Difuso (2009) - Conchín se lo traga (2010) - Claudia a través del Cristal (2010) - Planes de Futuro (2011) Teatre - Cercanías (2005) - Vecinos (2006) - Smooking room: En el Roma no se fuma (2007) - El día en que murió W. Shakesperare (2008) - Miles Gloriosus (2008) - El dúo de la Africana (2008-2009) - Repóker (2009) - Atrapados (2014) - Clímax (2014) |